# We Can Work It Out
«We Can Work It Out» —en español: «Podemos solucionarlo»— es una canción del grupo de rock The Beatles, compuesta principalmente por Paul McCartney. Fue lanzada como sencillo junto a "Day Tripper" en el primer doble cara A de su carrera. Se grabó durante las sesiones de Rubber Soul en 1965.

## Composición
La canción fue escrita por Paul McCartney y John Lennon, aunque principalmente por McCartney. Es un ejemplo de colaboración mutua en el trabajo de composición, cuestión que era menos común que componer de forma separada, ya que desde los hits de 1963 Lennon y McCartney en general trabajaban de manera más independiente.
Cuando en octubre de 1965 Jane Asher decidió incorporarse a la compañía de teatro Old Vic Company de Bristol, significaba que dejaba atrás Londres y a McCartney para continuar su carrera como actriz. La idea que Paul tenía de una novia en aquellos días se centraba más en una mujer dedicada y que permaneciera a su lado, como muestra la letra de la canción. El puente de la canción es sin embargo obra principalmente de John, que lo canta junto a Paul. Para la revista Playboy John dijo:

Paul hizo la primera parte y yo la media octava. Tienes a Paul que escribe “Podemos solucionarlo, podemos solucionarlo”, muy optimista y yo impaciente: “La vida es demasiado corta y no hay tiempo para discusiones y luchas, amigo mío”.

Paul cuenta la historia y John filosofa...

Exacto. Yo siempre era así. Era así antes y después de los Beatles. Siempre me he preguntado por qué la gente hacía cosas y por qué la sociedad era como era. No aceptaba las cosas por su apariencia. Siempre he ido más allá de la superficie.
John Lennon, 1980

En una discusión por el lanzamiento del sencillo, John Lennon apostó por "Day Tripper", aunque la opinión de la mayoría era que "We Can Work It Out" podría ser más comercial. Para terminar con la polémica se decidió lanzar el primer sencillo de doble cara A, y pronto se demostró que "We Can Work It Out" era un éxito cuando alcanzó la cima de las listas y llegó al n.º 1 en ambos lados del Atlántico en menos tiempo que "Can't Buy Me Love".

## En directo
«We Can Work It Out» solo fue interpretada en directo por el grupo en los conciertos celebrados entre noviembre y diciembre de 1965. A partir de 1966 ya no se la incluyó en el repertorio en directo del grupo.
Posteriormente, Paul McCartney ha seguido tocando la canción en sus conciertos en solitario hasta la actualidad.

## Personal
- Paul McCartney - voz principal y coros, bajo
- John Lennon - armonio, guitarra acústica y coros.
- George Harrison - pandereta.
- Ringo Starr - batería

## Posición en las listas
| Año  | País           | Lista               | Canción                            | Posición | Semanas N.º 1 | Semanas en lista |
| ---- | -------------- | ------------------- | ---------------------------------- | -------- | ------------- | ---------------- |
| 1965 | Reino Unido    | Record Retailer     | «Day Tripper»/«We Can Work It Out» | 1        | 5             | 12               |
| 1965 | Reino Unido    | New Musical Express | «Day Tripper»/«We Can Work It Out» | 1        | 4             |                  |
| 1965 | Reino Unido    | Melody Maker        | «We Can Work It Out»/«Day Tripper» | 1        | 4             | 11               |
| 1965 | Estados Unidos | Billboard Hot 100   | «We Can Work It Out»               | 1        | 2 + 1         | 10               |
| 1965 | Estados Unidos | Record World        | «We Can Work It Out»               | 1        | 2             |                  |
| 1965 | Estados Unidos | Cash Box            | «We Can Work It Out»               | 1        | 4             |                  |